# Oplonia armata
Oplonia armata är en akantusväxtart som först beskrevs av Swartz, och fick sitt nu gällande namn av William Thomas Stearn. Oplonia armata ingår i släktet Oplonia och familjen akantusväxter. Utöver nominatformen finns också underarten O. a. pallidior.